# Allium commutatum
Allium commutatum es una especie de planta bulbosa geófita del género Allium, perteneciente a la familia de las amarilidáceas, del orden de las Asparagales. Se distribuye por la región del Mediterráneo central y en las Islas Baleares.

## Descripción
Allium commutatum es un ajo que se encuentra a menudo en zonas rocosas litorales, a veces formando una alfombra continua. Cuando florece, las hojas, que son muy anchas, se secan. Las flores son blanquecinas o rosadas. Florece al final de la primavera y principio de verano.

## Taxonomía
Allium commutatum fue descrita por  Giovanni Gussone y publicado en Enum. Pl. Inarim.: 339 (1855).
Etimología
Allium: nombre genérico muy antiguo. Las plantas de este género eran conocidos tanto por los romanos como por los griegos. Sin embargo, parece que el término tiene un origen celta y significa "quemar", en referencia al fuerte olor acre de la planta. Uno de los primeros en utilizar este nombre para fines botánicos fue el naturalista francés Joseph Pitton de Tournefort (1656-1708).
commutatum: epíteto latino que significa "cambiable".
Sinonimia
- Allium aestivale J.J.Rodr.
- Allium ampeloprasum subsp. bimetrale (Gand.) Hayek
- Allium ampeloprasum var. commutatum (Guss.) Fiori
- Allium ampeloprasum var. lussinense Haracic
- Allium ampeloprasum var. pruinosum Boiss.
- Allium ampeloprasum subsp. pruinosum K.Richt.
- Allium bimetrale Gand.
- Allium pruinosum Candargy
- Allium rotundum subsp. commutatum (Guss.) Nyman
- Allium wildii Heldr.[4]

## Nombre común
- Castellano: ajo marino, ajo-puerro, puerro silvestre,[7] moly bajo, moly pequeño.[8]